# Königsbronn
Königsbronn es un municipio en el Distrito de Heidenheim, Baden-Wurtemberg (Alemania).
Los pueblos de Ochsenberg, Itzelberg y Zang pertenecen al municipio de Königsbronn.